# Bertrand Jordan
Pour les articles homonymes, voir Jordan.
 (juin 2024).
Si vous disposez d'ouvrages ou d'articles de référence ou si vous connaissez des sites web de qualité traitant du thème abordé ici, merci de compléter l'article en donnant les références utiles à sa vérifiabilité et en les liant à la section « Notes et références ».
Bertrand Jordan est un biologiste moléculaire français né le 4 décembre 1939 à Évreux auteur de nombreux ouvrages sur la génétique.

## Biographie
Bertrand Jordan a obtenu son doctorat d’État de physique nucléaire en 1965. Après ses travaux en physique nucléaire, il s'est reconverti à la biologie moléculaire et a travaillé notamment au Centre d'Immunologie de Marseille où il a réalisé en 1982 l'isolement du premier gène d'histocompatibilité humain. Il a effectué tout au long de l'année 1991 une mission d'enquête internationale sur les programmes Génome qui a été l'objet de ses deux premiers ouvrages. En 2000, Il a fondé la Génopole de Marseille (devenue Marseille-Nice Génopole) et en a été le premier directeur. Bertrand Jordan est membre de l'Organisation européenne de biologie moléculaire (EMBO) ainsi que de l'organisation internationale HUGO (Human Genome Organisation). Il est également consultant pour plusieurs entreprises de biotechnologie (France, Pays-Bas, Japon, Taïwan). À côté de ses publications scientifiques (près de 150), il a également publié de nombreux articles d'actualité scientifique ou de vulgarisation dans des revues comme Médecine/Sciences ou La Recherche, et une douzaine de livres destinés au (plus ou moins) grand public. Il a obtenu le prix Roberval pour Les Imposteurs de la génétique en 2000, le prix Jean-Rostand pour Thérapie génique : espoir ou illusion ? en 2007 et le prix « La Science se Livre » en 2009 pour L'humanité au pluriel, la génétique et la question des races.
Bertrand Jordan est membre du comité de parrainage scientifique de l'Association française pour l'information scientifique (AFIS) et de sa revue Science et pseudo-sciences. Il publie chaque mois une « Chronique Génomique » sur un thème d'actualité en Génomique dans la revue Médecine/Sciences (Paris).

## Distinctions
- Chevalier de l'Ordre national du Mérite à titre scientifique, 1983
- Grand prix franco-chinois de l’Académie des sciences – Institut de France, 2000
- Prix Roberval Grand Public 2000, pour l’ouvrage Les imposteurs de la génétique, 2000
- Grand prix scientifique franco-taïwanais, 2000
- Prix Jean-Rostand pour Thérapie génique : espoir ou illusion ?, 2007
- Prix de l'Académie de Marseille pour L'humanité au pluriel, 2008
- Prix La Science se Livre pour L'humanité au pluriel, 2009

## Ouvrages
- Voyage autour du Génome : le tour du monde en 80 labos, Inserm/John Libbey, Paris, 1993
- Voyage au pays des gènes, Les Belles Lettres/Inserm, Paris, 1995.
- Génétique et génome, la fin de l'innocence, Flammarion, Paris, 1996.
- Les imposteurs de la génétique, Seuil, Paris, 2000. Prix Roberval Grand Public 2000
- Le chant d'amour des concombres de mer, Seuil, Paris, 2002
- Les marchands de clones, Seuil, Paris, 2003
- Chroniques d'une séquence annoncée, EDK, Paris, 2003
- Le clonage, fantasmes et réalité, Milan, 2004
- Thérapie génique : espoir ou illusion ?, Odile Jacob, Paris, 2007
- L'humanité au pluriel : la génétique et la question des races, Le Seuil, Paris, 2008
- Autisme, le gène introuvable, Le Seuil, Paris, 2012
- Au commencement était le Verbe, une histoire personnelle de l'ADN, EDK, Paris, 2015